# Элкотт, Чемми
Чимин Мэри «Чемми» Кроуфорд-Элкотт (англ. Chimene Mary "Chemmy" Crawford-Alcott, род. 10 июля 1982 года, Туикнем) — британская горнолыжница, участница трёх Олимпийских игр. Универсал, выступала во всех дисциплинах горных лыж, наиболее сильна в комбинации.
В Кубке мира Элкотт дебютировала в 1999 году, в январе 2004 года впервые попала в десятку лучших на этапе Кубка мира в скоростном спуске. Всего на сегодняшний момент имеет 5 попаданий в десятку лучших на этапах Кубка мира, по два в скоростном спуске и комбинации и одно в гигантском слаломе. Лучшим достижением Элкотт в общем зачёте Кубка мира является 32-е место в сезоне 2006-07.
Принимала участие на Олимпиаде-2002 в Солт-Лейк-Сити, где заняла 32-е место в скоростном спуске, 14-е место в комбинации, 28-е место в супергиганте и 30-е место в гигантском слаломе, так же стартовала в слаломе но не смогла добраться до финиша.
На Олимпиаде-2006 в Турине, стала 11-й в скоростном спуске, 19-й в супергиганте и 22-й в гигантском слаломе, кроме того стартовала в комбинации но была дисквалифицирована.
На Олимпиаде-2010 в Ванкувере показала следующие результаты: скоростной спуск — 13-е место, комбинация — 11-е место, супергигант — 20-е место, гигантский слалом — 27-е место, слалом — не финишировала.
За свою карьеру участвовала в пяти чемпионатах мира, но медалей на них не завоёвывала, лучший результат 15-е место в скоростном спуске на чемпионате-2009.
Использует лыжи и ботинки производства фирмы Voelkl.